# Grégory Koenig
Pour les articles homonymes, voir Koenig.
Grégory Koenig, né le 21 août 1978, est un escrimeur français.

## Carrière
Il remporte la médaille d'or en fleuret par équipe aux Championnats d'Europe 2006 à Izmir et médaillé de bronze en fleuret par équipe aux Championnats d'Europe 2008 à Kiev.
Il est sacré champion de France au fleuret individuel en 2007.
Il est ensuite entraîneur national adjoint de l'équipe de France de fleuret, poste qu'il quitte en mars 2018 pour rejoindre Taïwan. Il entraîna par la suite l'équipe de fleuret de Hong Kong les menant à leur première médaille d'or en équipe dans une coupe du monde de la Fédération Internationale d'Escrime. Il permit également à l'escrimeur Cheung Ka Long de remporter une première médaille d'or au fleuret masculin aux Jeux olympiques d'été de Tokyo 2020 puis une deuxième aux Jeux olympiques d'été de Paris 2024.